# Chioggia
Chioggia este o comună din provincia Veneția, regiunea Veneto, Italia, cu o populație de 50.674 de locuitori și o suprafață de 187,91 km².

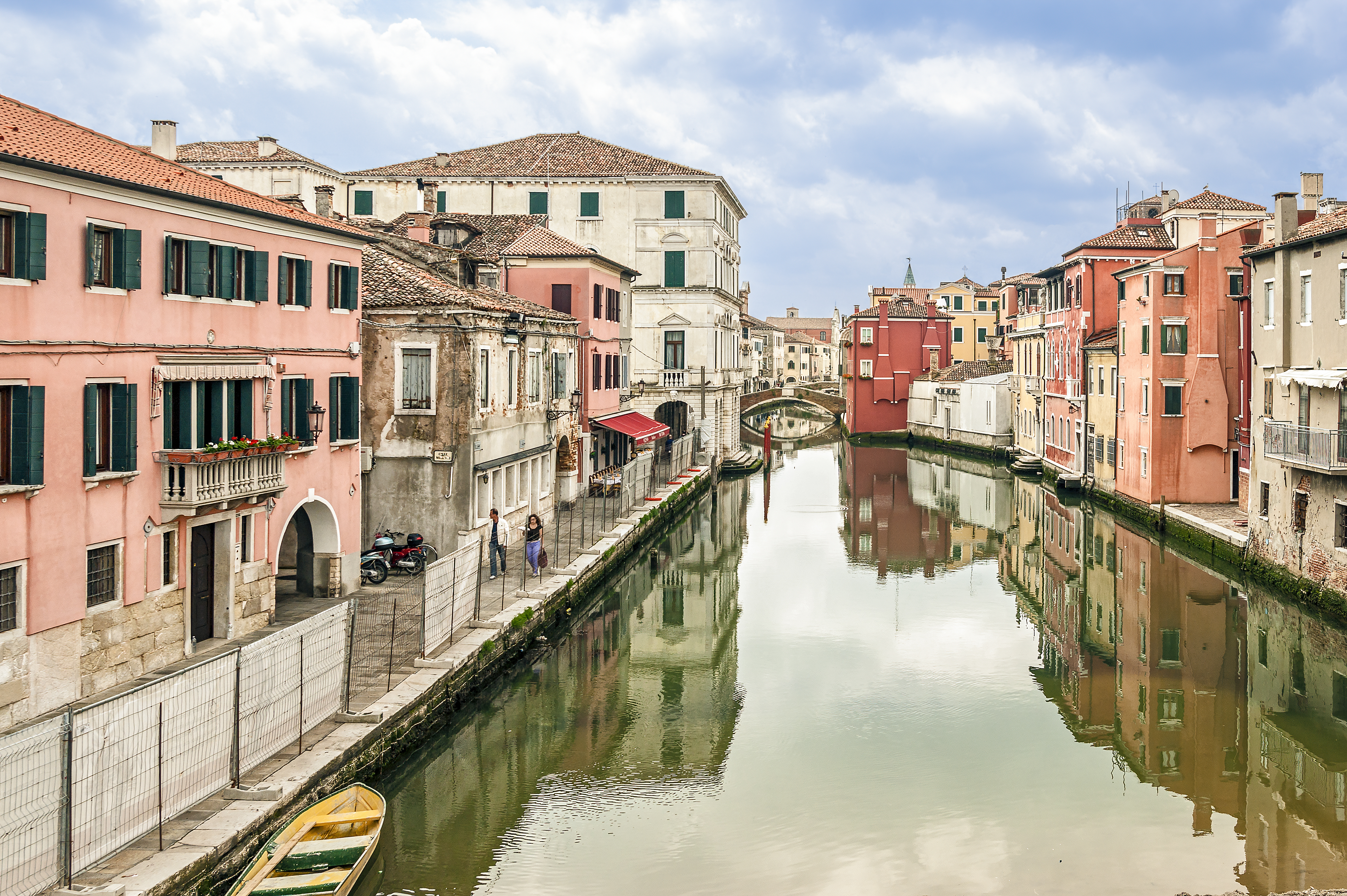
Canal Vena

## Demografie
Chioggia - evoluția demografică

|  | Graficele sunt indisponibile din cauza unor probleme tehnice. Mai multe informații se găsesc la Phabricator și la wiki-ul MediaWiki. |

Date: Recensăminte sau birourile de statistică - grafică realizată de Wikipedia

## Vezi și
- Gâlcevile din Chiogia de Carlo Goldoni